# Yam Madar
Yam Madar, né le 21 décembre 2000 à Beit Dagan en Israël, est un joueur israélien de basket-ball évoluant au poste de meneur.

## Biographie
Le 18 novembre 2020, il est drafté par les Celtics de Boston.
Madar réalise une bonne saison 2020-2021 avec l'Hapoël Tel-Aviv. Il termine la saison meilleur marqueur israélien avec une moyenne de 17,1 points par match (à la 11e place en comptant les joueurs étrangers). Il est élu joueur ayant le plus progressé,.
Il participe à la NBA Summer League 2021 avec les Celtics de Boston mais ne convainc pas et s'engage pour trois saisons avec le KK Partizan Belgrade.

## Palmarès
- Meilleur espoir de l'Euroligue 2022-2023